# Saint-Patrice (Indre i Loira)
Saint-Patrice és un municipi francès, situat al departament de l'Indre i Loira i a la regió de Centre – Vall del Loira. L'any 2007 tenia 681 habitants.

## Demografia

### Població
El 2007 la població de fet de Saint-Patrice era de 681 persones. Hi havia 284 famílies, de les quals 76 eren unipersonals (20 homes vivint sols i 56 dones vivint soles), 104 parelles sense fills, 96 parelles amb fills i 8 famílies monoparentals amb fills.
La població ha evolucionat segons el següent gràfic:
Habitants censats

### Habitatges
El 2007 hi havia 378 habitatges, 294 eren l'habitatge principal de la família, 62 eren segones residències i 22 estaven desocupats. 363 eren cases i 8 eren apartaments. Dels 294 habitatges principals, 236 estaven ocupats pels seus propietaris, 45 estaven llogats i ocupats pels llogaters i 13 estaven cedits a títol gratuït; 6 tenien una cambra, 27 en tenien dues, 62 en tenien tres, 78 en tenien quatre i 121 en tenien cinc o més. 259 habitatges disposaven pel capbaix d'una plaça de pàrquing. A 133 habitatges hi havia un automòbil i a 134 n'hi havia dos o més.

### Piràmide de població
La piràmide de població per edats i sexe el 2009 era:
| Homes | Edats   | Dones |
| ----- | ------- | ----- |
| 0     | 95 o +  | 0     |
| 0     | 90 a 94 | 12    |
| 4     | 85 a 89 | 8     |
| 8     | 80 a 84 | 4     |
| 16    | 75 a 79 | 20    |
| 12    | 70 a 74 | 8     |
| 40    | 65 a 69 | 24    |
| 36    | 60 a 64 | 40    |
| 16    | 55 a 59 | 24    |
| 24    | 50 a 54 | 12    |
| 8     | 45 a 49 | 16    |
| 20    | 40 a 44 | 12    |
| 16    | 35 a 39 | 24    |
| 24    | 30 a 34 | 20    |
| 36    | 25 a 29 | 20    |
| 8     | 20 a 24 | 4     |
| 12    | 15 a 19 | 8     |
| 24    | 10 a 14 | 4     |
| 12    | 5 a 9   | 16    |
| 16    | 0 a 4   | 20    |

## Economia
El 2007 la població en edat de treballar era de 395 persones, 296 eren actives i 99 eren inactives. De les 296 persones actives 267 estaven ocupades (146 homes i 121 dones) i 29 estaven aturades (17 homes i 12 dones). De les 99 persones inactives 44 estaven jubilades, 24 estaven estudiant i 31 estaven classificades com a «altres inactius».

### Ingressos
El 2009 a Saint-Patrice hi havia 282 unitats fiscals que integraven 651 persones, la mediana anual d'ingressos fiscals per persona era de 17.602 €.

### Activitats econòmiques
Dels 25 establiments que hi havia el 2007, 1 era d'una empresa extractiva, 1 d'una empresa alimentària, 5 d'empreses de construcció, 6 d'empreses de comerç i reparació d'automòbils, 5 d'empreses de transport, 2 d'empreses d'hostatgeria i restauració, 1 d'una empresa financera, 3 d'empreses de serveis i 1 d'una empresa classificada com a «altres activitats de serveis».
Dels 7 establiments de servei als particulars que hi havia el 2009, 1 era una oficina de correu, 1 taller de reparació d'automòbils i de material agrícola, 1 paleta, 3 guixaires pintors i 1 fusteria.
Dels 2 establiments comercials que hi havia el 2009, 1 era una botiga de menys de 120 m² i 1 una fleca.
L'any 2000 a Saint-Patrice hi havia 19 explotacions agrícoles que ocupaven un total de 420 hectàrees.

## Equipaments sanitaris i escolars
El 2009 hi havia una escola elemental integrada dins d'un grup escolar amb les comunes properes formant una escola dispersa.

## Poblacions més properes
El següent diagrama mostra les poblacions més properes.